# Блокада на Германия (1939 – 1945)
Блокадата на Германия (1939 – 1945) е най-известната икономическа война, осъществена по време на Втората световна война от Великобритания, Франция, а по-късно и Съединените щати, за да се ограничат доставките на минерали, метали, храни и текстил за Нацистка Германия, които са ѝ необходими да поддържа на оптимално ниво военната си индустрия.
Това е основно морска блокада, като част от по-широката битка за Атлантическия океан. Осъществява се най-вече посредством преклузивни покупки с широко използване на стратегически бомбардировки – най-вече над Германия.
Има 4 отделни фази. Първият период е от септември 1939 г. до края на „Странната война“, завършил с победа за Вермахта в битката за Франция. Вторият период започва след бързата германска окупация на Бенелюкс и Норвегия, която предоставя на Германия възможност да постави под свой контрол основните центрове на промишлеността и селското стопанство на Стария континент. Третият период е от края на 1941 г., след началото на военните действия между Америка и Япония, и последният четвърти период е след десанта в Нормандия с наложената на Оста предходно тотална война по силата на формулата на безусловната капитулация.
Най-голямата дупка в блокадата е на Балканите – Югославия, Румъния и България годишно изнасят за Германия голяма част от излишъка си на петрол, хром, боксити, пирити, царевица, пшеница, месо и тютюн. Германия, също така, прави големи покупки в Гърция и Турция и гледа на района като на част от неприкосновената си зона за доставки.